# 全国高等学校総合クイズ大会
全国高等学校総合クイズ大会（ぜんこくこうとうがっこうそうごうクイズたいかい）は、日本クイズ協会が主催している全国の高校生（現役の高校生・高等専門学校生・定時制高校・通信制高校の生徒）を対象としたクイズ大会である。通称は『ニュース・博識甲子園』。

## 大会概要
大会で使用される問題の作成はクイズ作家の田中健一が担っている。以下のルールは第2回でのルールである。

### 予選
参加条件
1 - 3人で参加することができるが、3人のチームメンバーがいない場合は全国大会には進めない。同じ学校から何チームでも参加することができる。
クイズ形式
予選は筆記50問・択一100問、計150問(第1回のみ筆記100問・計200問)のペーパークイズであり、筆記問題は1問2点・択一問題は1問1点で採点する。全国で8位までの学校が全国大会に出場できる。同じ高校が重複する場合は全国9位の方から順に繰り下がる。

### 全国大会
クイズ形式
- 全国一回戦「勝ち抜け早押しクイズ」
  - 先鋒戦、副将戦、大将戦の3回戦の5○3×の早押しクイズ。先鋒戦、副将戦は1問正解で1P、大将戦は1問正解で2Pが与えられる。先鋒戦は3人まで勝ち抜け、勝ち抜けた順に10P、9P、8Pが与えられる。中堅戦は2人まで勝ち抜けで、勝ち抜けた順に11P、10Pが与えられる。大将戦は1人まで勝ち抜けで、12Pが与えられる。合計ポイントの上位4チームが準決勝進出。

- 準決勝戦「ジャンル別ボードクイズ」
  - 8ジャンル・難易度3段階の問題3問ずつ、計24問によるボードクイズ。出題順はくじ引きで行い、解答者は各チーム1人で、1人につき8回解答席につくことができる。最終的に24問終了時点の上位2校が決勝進出。

- 決勝戦「ノルマ制早押しクイズ」
  - 各校ともフルメンバー計6人で解答席につき、行う早押しクイズ。解答者はそれぞれ5問正解でノルマ達成となり、ノルマを達成したメンバーは以後クイズには参加できなくなる。誤答はその解答者だけが2回休みとなり、最終的に3人全員が先にノルマを達成したチームが優勝となる。

## 過去の大会データ
以下は、公式ホームページを参照する。
| 回数  | 予選大会開催日 | 全国大会開催日 | 地方大会数 | 参加チーム数 | 参加人数 | 個人参加数 |
| ----- | -------------- | -------------- | ---------- | ------------ | -------- | ---------- |
| 第1回 | 2018年7月16日  | 2018年8月25日  | 7会場      | 103チーム    | 309人    | 7人        |
| 第2回 | 2019年7月15日  | 2019年8月24日  | 8会場      | 182チーム    | 572人    | 26人       |
| 第3回 | 2020年8月22日  | 2020年9月13日  | なし       | 222チーム    | 690人    | 24人       |
| 第4回 | 2021年7月23日  | 2021年8月29日  | なし       | 149チーム    | 452人    | 5人        |

## 歴代の優勝校
| 回数  | 学校名               | 地方大会 |
| ----- | -------------------- | -------- |
| 第1回 | 栄東高等学校         | 東京予選 |
| 第2回 | 大阪星光学院高等学校 | 関西予選 |
| 第3回 | 慶應義塾高等学校     |          |
| 第4回 | 開成高等学校         |          |

## 第1回大会

### 地方予選概要
予選
この時は筆記100問・択一100問の計300点満点であった。

### 全国大会概要

#### 全国大会出場校
| 第1回全国大会出場校 | 第1回全国大会出場校 | 第1回全国大会出場校 |
| ------------------- | ------------------- | ------------------- |
| 埼玉県              | 栄東高等学校        | 677点               |
| 東京都              | 開成高等学校        | 638点               |
| 愛知県              | 旭丘高等学校        | 587点               |
| 長野県              | 松本深志高等学校    | 574点               |
| 埼玉県              | 川越高等学校        | 547点               |
| 宮城県              | 仙台第二高等学校    | 540点               |
| 福岡県              | 福岡高等学校        | 512点               |
| 神奈川県            | 慶應義塾高等学校    | 505点               |

#### 結果
| 第1回全国大会結果 | 第1回全国大会結果 | 第1回全国大会結果 | 第1回全国大会結果 | 第1回全国大会結果 |
| 総合順位          | ラウンド順位      | 得点              | 都道府県          | 学校名            |
| ----------------- | ----------------- | ----------------- | ----------------- | ----------------- |
| 決勝進出チーム    |                   |                   |                   |                   |
| 総合優勝          | 1位               | 15ポイント        | 埼玉県            | 栄東高等学校      |
| 総合準優勝        | 2位               | 14ポイント        | 東京都            | 開成高等学校      |
| 準決勝チーム      |                   |                   |                   |                   |
|                   | 1位               | 17ポイント        | 埼玉県            | 栄東高等学校      |
|                   | 2位               | 14ポイント        | 東京都            | 開成高等学校      |
| 総合3位           | 3位               | 13ポイント        | 愛知県            | 旭丘高等学校      |
| 総合4位           | 4位               | 10ポイント        | 長野県            | 松本深志高等学校  |
| 決勝1回戦         |                   |                   |                   |                   |
|                   | 1位               | 22ポイント        | 愛知県            | 旭丘高等学校      |
|                   | 2位               | 20ポイント        | 東京都            | 開成高等学校      |
|                   | 3位               | 14ポイント        | 埼玉県            | 栄東高等学校      |
|                   | 4位               | 11ポイント        | 長野県            | 松本深志高等学校  |
| 総合5位           | 5位               | 10ポイント        | 宮城県            | 仙台第二高等学校  |
| 総合6位           | 6位               | 6ポイント         | 神奈川県          | 慶應義塾高等学校  |
| 総合6位           | 6位               | 6ポイント         | 福岡県            | 福岡高等学校      |
| 総合8位           | 8位               | 5ポイント         | 埼玉県            | 川越高等学校      |

## 第2回大会

### 地方予選概要
予選
択一100問、筆記50問の計200点満点で行う。

### 全国大会概要

#### 全国大会出場校
| 第2回全国大会出場校 | 第2回全国大会出場校  | 第2回全国大会出場校 |
| ------------------- | -------------------- | ------------------- |
| 三重県              | 桜丘高等学校         | 387点               |
| 埼玉県              | 栄東高等学校         | 377点               |
| 長野県              | 松本深志高等学校     | 374点               |
| 宮城県              | 仙台第二高等学校     | 371点               |
| 兵庫県              | 灘高等学校           | 368点               |
| 大阪府              | 大阪星光学院高等学校 | 366点               |
| 神奈川県            | 横浜翠嵐高等学校     | 361点               |
| 愛知県              | 旭丘高等学校         | 355点               |

#### 結果
| 第2回全国大会結果 | 第2回全国大会結果 | 第2回全国大会結果 | 第2回全国大会結果 | 第2回全国大会結果    |
| 総合順位          | ラウンド順位      | 得点              | 都道府県          | 学校名               |
| ----------------- | ----------------- | ----------------- | ----------------- | -------------------- |
| 決勝進出チーム    |                   |                   |                   |                      |
| 総合優勝          | 1位               | 15ポイント        | 大阪府            | 大阪星光学院高等学校 |
| 総合準優勝        | 2位               | 10ポイント        | 宮城県            | 仙台第二高等学校     |
| 準決勝チーム      |                   |                   |                   |                      |
|                   | 1位               | 13ポイント        | 大阪府            | 大阪星光学院高等学校 |
|                   | 2位               | 12ポイント        | 宮城県            | 仙台第二高等学校     |
| 総合3位           | 3位               | 12ポイント        | 長野県            | 松本深志高等学校     |
| 総合4位           | 4位               | 10ポイント        | 埼玉県            | 栄東高等学校         |
| 決勝1回戦         |                   |                   |                   |                      |
|                   | 1位               | 21ポイント        | 埼玉県            | 栄東高等学校         |
|                   | 2位               | 20ポイント        | 長野県            | 松本深志高等学校     |
|                   | 3位               | 14ポイント        | 大阪府            | 大阪星光学院高等学校 |
|                   | 4位               | 13ポイント        | 宮城県            | 仙台第二高等学校     |
| 総合5位           | 5位               | 10ポイント        | 三重県            | 桜丘高等学校         |
| 総合6位           | 6位               | 10ポイント        | 兵庫県            | 灘高等学校           |
| 総合6位           | 6位               | 0ポイント         | 神奈川県          | 横浜翠嵐高等学校     |
| 総合8位           | 8位               | 0ポイント         | 愛知県            | 旭丘高等学校         |

## 第3回大会

### 全国大会概要

#### 全国大会出場校
| 第3回全国大会出場校 | 第3回全国大会出場校      | 第3回全国大会出場校 | 第3回全国大会出場校   | 第3回全国大会出場校 |
| ------------------- | ------------------------ | ------------------- | --------------------- | ------------------- |
| 都道府県            | 高校名                   | 1次予選点数         | 2次予選点数           | 出場回数            |
| 大阪府              | 北野高等学校             | 190点（13位）       | 535点（Aブロック1位） | 初出場              |
| 通信制              | N高等学校                | 179点（22位）       | 405点（Aブロック2位） | 初出場              |
| 東京都              | 筑波大学附属駒場高等学校 | 205点（6位）        | 510点（Bブロック1位） | 初出場              |
| 奈良県              | 西大和学園高等学校       | 207点（3位）        | 500点（Bブロック2位） | 初出場              |
| 新潟県              | 高田高等学校             | 169点（33位）       | 530点（Cブロック1位） | 初出場              |
| 東京都              | 早稲田高等学校           | 192点（11位）       | 495点（Cブロック2位） | 初出場              |
| 島根県              | 松江工業高等専門学校     | 230点（1位）        | 515点（Dブロック1位） | 初出場              |
| 神奈川県            | 慶應義塾高等学校         | 185点（16位）       | 515点（Dブロック2位） | 2年ぶり2回目        |

#### 結果
| 第3回全国大会結果 | 第3回全国大会結果 | 第3回全国大会結果 | 第3回全国大会結果        |
| 総合順位          | ラウンド順位      | 都道府県          | 学校名                   |
| ----------------- | ----------------- | ----------------- | ------------------------ |
| 決勝進出チーム    |                   |                   |                          |
| 総合優勝          | 1位               | 神奈川県          | 慶應義塾高等学校         |
| 総合準優勝        | 2位               | 東京都            | 早稲田高等学校           |
| 準決勝チーム      |                   |                   |                          |
|                   | 1位               | 神奈川県          | 慶應義塾高等学校         |
|                   | 2位               | 東京都            | 早稲田高等学校           |
| 総合3位           | 3位               | 奈良県            | 西大和学園高等学校       |
| 総合4位           | 4位               | 通信制            | N高等学校                |
| 決勝1回戦敗退     |                   |                   |                          |
|                   |                   | 大阪府            | 北野高等学校             |
|                   |                   | 東京都            | 筑波大学附属駒場高等学校 |
|                   |                   | 新潟県            | 高田高等学校             |
|                   |                   | 島根県            | 松江工業高等専門学校     |

## 第4回大会

### 全国大会概要

#### 全国大会出場校
| 第4回全国大会出場校 | 第4回全国大会出場校            | 第4回全国大会出場校 | 第4回全国大会出場校   | 第4回全国大会出場校 |
| ------------------- | ------------------------------ | ------------------- | --------------------- | ------------------- |
| 都道府県            | 高校名                         | 1次予選点数         | 2次予選点数           | 出場回数            |
| 東京都              | 開成高等学校                   | 295点（1位）        | 285点（Aブロック1位） | 3年ぶり2回目        |
| 福島県              | 福島県立安積高等学校           | 220点（25位）       | 245点（Aブロック2位） | 初出場              |
| 奈良県              | 東大寺学園高等学校             | 281点（2位）        | 300点（Bブロック1位） | 初出場              |
| 愛知県              | 愛知県立旭丘高等学校           | 254点（9位）        | 265点（Bブロック2位） | 2年ぶり3回目        |
| 愛知県              | 名古屋大学教育学部附属高等学校 | 215点（29位）       | 305点（Cブロック1位） | 初出場              |
| 東京都              | 早稲田高等学校                 | 280点（3位）        | 295点（Cブロック2位） | 2年連続2回目        |
| 埼玉県              | 栄東高等学校                   | 242点（12位）       | 240点（Dブロック1位） | 2年ぶり3回目        |
| 三重県              | 高田高等学校                   | 221点（22位）       | 225点（Dブロック2位） | 初出場              |

#### 結果
| 第4回全国大会結果 | 第4回全国大会結果 | 第4回全国大会結果 | 第4回全国大会結果                  |
| 総合順位          | ラウンド順位      | 都道府県          | 学校名                             |
| ----------------- | ----------------- | ----------------- | ---------------------------------- |
| 決勝進出チーム    |                   |                   |                                    |
| 総合優勝          | 1位               | 東京都            | 開成中学校・高等学校               |
| 総合準優勝        | 2位               | 愛知県            | 名古屋大学教育学部附属中・高等学校 |
| 準決勝チーム      |                   |                   |                                    |
|                   | 1位               | 東京都            | 開成中学校・高等学校               |
|                   | 2位               | 愛知県            | 名古屋大学教育学部附属中・高等学校 |
| 総合3位           | 3位               | 奈良県            | 東大寺学園中学校・高等学校         |
| 総合4位           | 4位               | 埼玉県            | 栄東中学・高等学校                 |
| 決勝1回戦敗退     |                   |                   |                                    |
|                   |                   | 三重県            | 高田中学校・高等学校               |
|                   |                   | 東京都            | 早稲田中学校・高等学校             |
|                   |                   | 愛知県            | 愛知県立旭丘高等学校               |
|                   |                   | 福島県            | 福島県立安積高等学校               |

## ニュース・博識甲子園 秋の新人戦
2021年から高校1・2年生を対象とした個人戦の「ニュース・博識甲子園 秋の新人戦」を開催している。
クイズ形式
- 予選「筆記クイズ」
- 1回戦「リモート早押しクイズ」
  - 筆記クイズ上位60人を、10人ずつの6ブロックに分けて行う4○2×（4回正解で勝ち抜け、2回誤答で失格）。各ブロック上位4人・計24人が準決勝へ進出。

- 準決勝「リモート一斉ボードクイズ」
  - 24人一斉のボードクイズを行い、上位10人が決勝進出。

- 決勝戦「リモート早押しボードクイズ」

| 回数  | 予選大会開催日 | 全国大会開催日 | 参加校数 | 参加人数 | 優勝者                           |
| ----- | -------------- | -------------- | -------- | -------- | -------------------------------- |
| 第1回 | 2021年11月19日 | 2021年12月11日 | 15校     | 94名     | 谷彬（筑波大学附属駒場高等学校） |